# ان‌جی‌سی ۶۸
ان‌جی‌سی ۶۸ (به انگلیسی: NGC 68) یک کهکشان عدسی با قدر ظاهری ۱۴٫۵ است که در صورت فلکی زن برزنجیر قرار دارد.